# Liste der Baudenkmäler in Aachen-Mitte (L)
Die Liste der Baudenkmäler in Aachen-Mitte (L) enthält die denkmalgeschützten Bauwerke auf dem Gebiet des Stadtbezirks Aachen-Mitte in Nordrhein-Westfalen (Stand: 25. April 2024). Diese Baudenkmäler sind in der Denkmalliste der Stadt Aachen eingetragen; Grundlage für die Aufnahme ist das Denkmalschutzgesetz Nordrhein-Westfalen (DSchG NRW).

## Denkmäler
| Bild                                            | Bezeichnung                                     | Lage                                                         | Beschreibung | Bauzeit              | Eingetragen seit | Denkmal- nummer  |
| ----------------------------------------------- | ----------------------------------------------- | ------------------------------------------------------------ | --- | -------------------- | ---------------- | ---------------- |
| weitere Bilder                                  | Wohnsiedlung Panneschopp                        | Leipziger Straße 1–11 Karte                                  | Siedlungsbau für Fabrikarbeiter und belgisches Militärpersonal | Weimarer Zeit        |                  | 05334002 A 02903 |
| Wohnsiedlung Panneschopp                        | Wohnsiedlung Panneschopp                        | Leipziger Straße 2–8 Karte                                   | Siedlungsbau für Fabrikarbeiter und belgisches Militärpersonal | Weimarer Zeit        |                  | 05334002 A 02903 |
| Wohnhaus                                        | Wohnhaus                                        | Leydelstraße 9 Karte                                         | |                      |                  |                  |
| Wohnhaus                                        | Wohnhaus                                        | Leydelstraße 11 Karte                                        | |                      |                  |                  |
| Wohnhaus (Teile)                                | Wohnhaus (Teile)                                | Leydelstraße 12 Karte                                        | |                      |                  |                  |
| Wohnhäuser                                      | Wohnhäuser                                      | Leydelstraße 14, 16 Karte                                    | Nr. 16: Erbaut von Stadtbaumeister Friedrich Joseph Ark als sein eigenes Wohnhaus. 1867 bis zu seinem Tod 1906 Wohnhaus von Laurenz Heinrich Hetjens, Namensgeber des Hetjens-Museums in Düsseldorf. | Nr. 16: 1850         |                  |                  |
| Wohnhäuser                                      | Wohnhäuser                                      | Leydelstraße 15, 17, 19 Karte                                | |                      |                  |                  |
| Wohnhaus                                        | Wohnhaus                                        | Leydelstraße 18 Karte                                        | |                      |                  |                  |
| Wohnhäuser                                      | Wohnhäuser                                      | Leydelstraße 20 Karte                                        | |                      |                  |                  |
| Halle                                           | Halle                                           | Liebigstraße Karte                                           | Kälbermarkthalle des ehemaligen Städtischen Schlacht- und Viehhofes Aachen; erbaut nach Plänen von Johannes Richter, Joseph Laurent und Karl Heuser; zweigeschossiger Backsteinbau mit flachem Satteldach; dreiteilig aufgebauter Giebel mit höher ausgebildetem Mittelbereich, welcher von einer muschelförmigen Ornamentform im Scheitelpunkt gekrönt ist | 1894                 |                  |                  |
| Kloster                                         | Kloster                                         | Lindenplatz 2 Karte                                          | |                      |                  |                  |
| Wohnhaus                                        | Wohnhaus                                        | Lochnerstraße 1 Karte                                        | |                      |                  |                  |
| Wohnhaus                                        | Wohnhaus                                        | Lochnerstraße 2 Karte                                        | |                      |                  |                  |
| Wohnhäuser                                      | Wohnhäuser                                      | Lochnerstraße 7, 9 Karte                                     | |                      |                  |                  |
| Wohnhaus (Teile)                                | Wohnhaus (Teile)                                | Lochnerstraße 11 Karte                                       | |                      |                  |                  |
| Wohnhaus                                        | Wohnhaus                                        | Lochnerstraße 13 Karte                                       | |                      |                  |                  |
| Wohnhäuser                                      | Wohnhäuser                                      | Lochnerstraße 21, 23, 25, 27, 29 Karte                       | |                      |                  |                  |
| Wohnhäuser                                      | Wohnhäuser                                      | Lochnerstraße 22 Karte                                       | |                      |                  |                  |
| Wohnhäuser                                      | Wohnhäuser                                      | Lochnerstraße 24 Karte                                       | |                      |                  |                  |
| Wohnhäuser                                      | Wohnhäuser                                      | Lochnerstraße 26 Karte                                       | |                      |                  |                  |
| Wohnhäuser                                      | Wohnhäuser                                      | Lochnerstraße 28 Karte                                       | |                      |                  |                  |
| Wohnhäuser                                      | Wohnhäuser                                      | Lochnerstraße 30 Karte                                       | |                      |                  |                  |
| Wohnhäuser                                      | Wohnhäuser                                      | Lochnerstraße 32 Karte                                       | |                      |                  |                  |
| Wohnhäuser                                      | Wohnhäuser                                      | Lochnerstraße 34 Karte                                       | |                      |                  |                  |
| Wohnhaus                                        | Wohnhaus                                        | Lochnerstraße 45 Karte                                       | |                      |                  |                  |
| Wohnhäuser                                      | Wohnhäuser                                      | Lochnerstraße 48, 50 Karte                                   | |                      |                  |                  |
| Wohnhäuser                                      | Wohnhäuser                                      | Lochnerstraße 57, 59, 61 Karte                               | |                      |                  |                  |
| Wohnhaus                                        | Wohnhaus                                        | Lochnerstraße 69 Karte                                       | |                      |                  |                  |
| Wohnhaus                                        | Wohnhaus                                        | Löhergraben 4 Karte                                          | |                      |                  | 05334002 A 01995 |
| Wohnhaus                                        | Wohnhaus                                        | Löhergraben 6 Karte                                          | |                      |                  | 05334002 A 00044 |
| Wohnhaus                                        | Wohnhaus                                        | Löhergraben 8 Karte                                          | |                      |                  | 05334002 A 02346 |
| Wohnhaus (rechte Haushälfte)                    | Wohnhaus (rechte Haushälfte)                    | Löhergraben 10 Karte                                         | |                      |                  | 05334002 A 01775 |
| Wohnhaus (linke Haushälfte)                     | Wohnhaus (linke Haushälfte)                     | Löhergraben 12 Karte                                         | |                      |                  | 05334002 A 01776 |
| Wohnhaus (rechte Haushälfte)                    | Wohnhaus (rechte Haushälfte)                    | Löhergraben 14 Karte                                         | |                      |                  | 05334002 A 01996 |
| Wohnhaus (linke Haushälfte)                     | Wohnhaus (linke Haushälfte)                     | Löhergraben 16 Karte                                         | |                      |                  | 05334002 A 02667 |
| Wohnhäuser                                      | Wohnhäuser                                      | Löhergraben 18 Karte                                         | |                      |                  | 05334002 A 02668 |
| Barockfabrik                                    | Barockfabrik                                    | Löhergraben 22 (Teile) Karte                                 | ehem. Tuchfabrik Startz (Teile); heute Kulturzentrum; schlanker, gestreckt-rechteckiger Geschossbau mit barocken Stilelementen; 1978–1981 unter Federführung von Winfried Wolks restauriert | 1821                 |                  |                  |
| Gebäude (Teile)                                 | Gebäude (Teile)                                 | Lombardenstraße 12–22 Karte                                  | Zentrale der Stawag |                      |                  |                  |
| weitere Bilder                                  | Schulgebäude                                    | Lothringerstraße 10 Karte                                    | erbaut vom Aachener Verein zur Beförderung der Arbeitsamkeit als Kaiser-Wilhelm-Gymnasium, ab 1973 durch das Berufskolleg für Wirtschaft und Verwaltung genutzt | 1886                 |                  |                  |
| Wohnhäuser                                      | Wohnhäuser                                      | Lothringerstraße 10a, 12, 14 Karte                           | |                      |                  |                  |
| Wohnhaus                                        | Wohnhaus                                        | Lothringerstraße 13 Karte                                    | |                      |                  |                  |
| Wohnhaus                                        | Wohnhaus                                        | Lothringerstraße 15 Karte                                    | |                      |                  |                  |
| Wohnhaus                                        | Wohnhaus                                        | Lothringerstraße 17 Karte                                    | |                      |                  |                  |
| Wohnhäuser                                      | Wohnhäuser                                      | Lothringerstraße 35, 37 Karte                                | |                      |                  |                  |
| Wohnhaus                                        | Wohnhaus                                        | Lousbergstraße 1 Karte                                       | |                      |                  |                  |
| Wohnhaus                                        | Wohnhaus                                        | Lousbergstraße 4 Karte                                       | |                      |                  |                  |
| Wohnhaus                                        | Wohnhaus                                        | Lousbergstraße 12 Karte                                      | |                      |                  |                  |
| Wohnhaus mit Klostermauer und Gartenkapelle     | Wohnhaus mit Klostermauer und Gartenkapelle     | Lousbergstraße 14 Karte                                      | ehemaliges Karmelitinnenkloster Aachen der Unbeschuhten Karmelitinnen |                      |                  |                  |
| Wohnhaus                                        | Wohnhaus                                        | Lousbergstraße 16 Karte                                      | |                      |                  |                  |
| Wohnhaus (Teile)                                | Wohnhaus (Teile)                                | Lousbergstraße 18 Karte                                      | |                      |                  |                  |
| Wohnhäuser                                      | Wohnhäuser                                      | Lousbergstraße 21, 23 Karte                                  | |                      |                  |                  |
| Wohnhaus                                        | Wohnhaus                                        | Lousbergstraße 24 Karte                                      | |                      |                  |                  |
| Wohnhaus                                        | Wohnhaus                                        | Lousbergstraße 26 Karte                                      | |                      |                  |                  |
| Wohnhaus                                        | Wohnhaus                                        | Lousbergstraße 37 Karte                                      | |                      |                  |                  |
| Wohnhaus (Teile)                                | Wohnhaus (Teile)                                | Lousbergstraße 39 Karte                                      | |                      |                  |                  |
| Wohnhaus                                        | Wohnhaus                                        | Lousbergstraße 42b Karte                                     | |                      |                  |                  |
| Wohnhäuser                                      | Wohnhäuser                                      | Lousbergstraße 45, 47 Karte                                  | |                      |                  |                  |
| Wohnhaus                                        | Wohnhaus                                        | Lousbergstraße 51 Karte                                      | |                      |                  |                  |
| Wohnhäuser (Teile)                              | Wohnhäuser (Teile)                              | Lousbergstraße 52, 54 Karte                                  | |                      |                  |                  |
| Wohnhäuser                                      | Wohnhäuser                                      | Lousbergstraße 53, 55 Karte                                  | |                      |                  |                  |
| Wohnhaus                                        | Wohnhaus                                        | Lousbergstraße 57 Karte                                      | |                      |                  |                  |
| Wohnhaus                                        | Wohnhaus                                        | Lousbergstraße 59 Karte                                      | |                      |                  |                  |
| Wohnhaus                                        | Wohnhaus                                        | Lousbergstraße 61 Karte                                      | |                      |                  |                  |
| Wohnhäuser                                      | Wohnhäuser                                      | Lousbergstraße 58, 60, 62 (Teile) Karte                      | |                      |                  |                  |
| Wohnhaus                                        | Wohnhaus                                        | Lousbergstraße 68 Karte                                      | |                      |                  |                  |
| Wohnhaus                                        | Wohnhaus                                        | Ludwigsallee 9 Karte                                         | |                      |                  |                  |
| Wohnhaus                                        | Wohnhaus                                        | Ludwigsallee 15 Karte                                        | |                      |                  |                  |
| Wohnhäuser                                      | Wohnhäuser                                      | Ludwigsallee 25, 27, 29 Karte                                | | 1873                 |                  |                  |
| Wohnhäuser                                      | Wohnhäuser                                      | Ludwigsallee 31, 33, 35 Karte                                | |                      |                  |                  |
| Wohnhaus                                        | Wohnhaus                                        | Ludwigsallee 37 Karte                                        | |                      |                  |                  |
| Wohnhaus (Teile)                                | Wohnhaus (Teile)                                | Ludwigsallee 39 Karte                                        | |                      |                  |                  |
| Wohnhäuser                                      | Wohnhäuser                                      | Ludwigsallee 39a, 39b Karte                                  | |                      |                  |                  |
| Wohnhaus                                        | Wohnhaus                                        | Ludwigaallee 43 Karte                                        | |                      |                  |                  |
| Grenzmauer                                      | Grenzmauer                                      | Ludwigsallee 43a Karte                                       | |                      |                  |                  |
| Wohnhaus mit Grenzmauer                         | Wohnhaus mit Grenzmauer                         | Ludwigsallee 45 Karte                                        | |                      |                  |                  |
| Grenzmauer                                      | Grenzmauer                                      | Ludwigsallee 47 Karte                                        | |                      |                  |                  |
| Wohnhäuser                                      | Wohnhäuser                                      | Ludwigsallee 49, 51 Karte                                    | |                      |                  |                  |
| Wohnhaus                                        | Wohnhaus                                        | Ludwigsallee 53 Karte                                        | |                      |                  |                  |
| Wohnhaus                                        | Wohnhaus                                        | Ludwigsallee 55 Karte                                        | |                      |                  |                  |
| Wohnhaus (Teile)                                | Wohnhaus (Teile)                                | Ludwigsallee 57 Karte                                        | |                      |                  |                  |
| Wohnhaus                                        | Wohnhaus                                        | Ludwigsallee 59 Karte                                        | |                      |                  |                  |
| Wohnhäuser                                      | Wohnhäuser                                      | Ludwigsallee 61, 63 Karte                                    | |                      |                  |                  |
| Wohnhäuser                                      | Wohnhäuser                                      | Ludwigsallee 65, 67 Karte                                    | |                      |                  |                  |
| Wohnhaus einschl. Vorgarten                     | Wohnhaus einschl. Vorgarten                     | Ludwigsallee 69–77 Karte                                     | |                      |                  |                  |
| Wohnhäuser                                      | Wohnhäuser                                      | Ludwigsallee 99, 101 Karte                                   | ehemalige Industriellenvilla, Hausnr. 101 seit 1957 Nutzung als Verbindungshaus durch die K.D.St.V. Franconia Aachen |                      |                  |                  |
| weitere Bilder                                  | Bastion Marienburg (Marienturm)                 | Ludwigsallee Karte                                           | Wehrturm auf alten Fundamenten eines Wachturmes der äußeren Stadtmauer | 1300–1350 / 1512     |                  |                  |
| Denkmal „Alfred von Reumont“                    | Denkmal „Alfred von Reumont“                    | Ludwigsallee Karte                                           | | 1910                 |                  |                  |
| Straßenmosaikpflaster und Promenade             | Straßenmosaikpflaster und Promenade             | Ludwigsallee Karte                                           | |                      |                  |                  |
| Wohnhäuser                                      | Wohnhäuser                                      | Lütticher Straße 23 Karte                                    | |                      |                  |                  |
| Wohnhäuser                                      | Wohnhäuser                                      | Lütticher Straße 25 Karte                                    | |                      |                  |                  |
| Wohnhäuser                                      | Wohnhäuser                                      | Lütticher Straße 27 Karte                                    | |                      |                  |                  |
| Wohnhaus                                        | Wohnhaus                                        | Lütticher Straße 28 Karte                                    | | 1841                 |                  |                  |
| Wohnhaus                                        | Wohnhaus                                        | Lütticher Straße 31 Karte                                    | |                      |                  |                  |
| Wohnhaus                                        | Wohnhaus                                        | Lütticher Straße 35 Karte                                    | |                      |                  |                  |
| weitere Bilder                                  | Jüdischer Friedhof                              | Lütticher Straße 39 Karte                                    | 1865 und 1878 wurde das Gelände auf 40 m × 140 m erweitert, wird heute noch genutzt | 1822                 |                  |                  |
| Gebäude                                         | Gebäude                                         | Lütticher Straße 42–56 Karte                                 | |                      |                  |                  |
| Wohnhaus                                        | Wohnhaus                                        | Lütticher Straße 139 Karte                                   | erbaut nach Plänen von Krämer/Schultz | 1905                 |                  |                  |
| Wohnhaus                                        | Wohnhaus                                        | Lütticher Straße 179 Karte                                   | |                      |                  |                  |
| Wohnhaus                                        | Wohnhaus                                        | Lütticher Straße 164 Karte                                   | |                      |                  |                  |
| Wohnhaus „Haus Waldpforte“                      | Wohnhaus „Haus Waldpforte“                      | Lütticher Straße 240 Karte                                   | |                      |                  |                  |
| Wohnhaus                                        | Wohnhaus                                        | Lütticher Straße 242 Karte                                   | |                      |                  |                  |
| Wohnhaus                                        | Wohnhaus                                        | Lütticher Straße 244 Karte                                   | |                      |                  |                  |
| Wohnhaus                                        | Wohnhaus                                        | Lütticher Straße 246 Karte                                   | |                      |                  |                  |
| Wohnhaus                                        | Wohnhaus                                        | Lütticher Straße 248 Karte                                   | erbaut im Heimatstil. Freistehender, zweigeschossiger Baukörper mit Sockelgeschoss aus Werksteinmauerwerk, flaches Walmdach, weiße Putzfassade, Fenster mit zeitgenössischer Sprossenaufteilung und Doppelklappläden. | 1939/1940            |                  |                  |
| „Gut Grundhaus“                                 | „Gut Grundhaus“                                 | Lütticher Straße 281 Karte                                   | ehem. Bezeichnung „Groutenhof“; erste Erwähnungen um 1574; dreigeschossiges weiß geschlämmtes Gebäude in 4:2 Achsen aus Backstein mit Blausteingewänden | 1817                 |                  |                  |
| „Hochgrundhaus“                                 | „Hochgrundhaus“                                 | Lütticher Straße 320–322 Karte                               | oberhalb des „Grundhauses“ auf einer ehemals freien Aussichtsterrasse gelegen, erbaut von Hermann Josef Hürth als zweigeschossiges Herrenhaus mit neobarocker Fassade, verputzt mit Stuckornamenten, Mittelrisalit mit Türmchen und Portikus mit zwei Säulen; heute Sitz eines Waldorfkindergartens; zugehörig zweigeschossige verputzte Remise, Toreinfahrt und Parkgelände. Ferner eine Pächterwohnung und ein zweiflügeliges und zweigeschossiges Wirtschaftsgebäude in Backstein, zudem ein dreigeschossiger und dreiachsiger -anbau und die neoromanische Backsteinscheune auf der gegenüberliegenden Wegseite. | 1882                 |                  |                  |
| „Gut Breitenstein“                              | „Gut Breitenstein“                              | Lütticher Straße 569a Karte                                  | ursprünglich dreiflügelige Hofanlage; erhalten blieben der Wohn- und Wirtschaftsflügel, linker Flügel wurde 1956 abgerissen. Das zweigeschossige barocke Herrenhaus aus Backstein mit Blausteingewänden erhielt um 1832 ein zweites Obergeschoss mit Walmdach, Hofanlage 1971 restauriert | Erste Hälfte 18. Jh. |                  |                  |
| Wohnhaus (Teile)                                | Wohnhaus (Teile)                                | Lütticher Straße 580–582 Karte                               | Zweigeschossiges weiß geschlämmtes sechsachsiges Doppelhaus mit Backsteingewänden, Türsturz mit Jahreszahl 1745, darüber Figurennische mit Jahreszahl 1757 | 1745                 |                  |                  |
| Wohnhaus                                        | Wohnhaus                                        | Lütticher Straße 586 Karte                                   | Zweigeschossiges dreiachsiges verputztes Wohnhaus mit Blausteingewänden und Walmdach, Nebengebäude in Bruchstein |                      |                  |                  |
| Wohnhaus                                        | Wohnhaus                                        | Lütticher Straße 595 Karte                                   | Dreigeschossiger neuromanischer Wohnturm in Back- und Bruchstein | 2. Hälfte 19. Jh.    |                  |                  |
| Wohnhaus                                        | Wohnhaus                                        | Lütticher Straße 597 Karte                                   | ehemalige „Grenzschänke“; zweigeschossiges fünfachsiges Gebäude mit Blausteingewänden, rückwärtiges Wirtschaftsgebäude in Bruchstein | Mitte 18. Jh.        |                  |                  |
| Preuß. Meilenstein u. Preuß. Viertelmeilenstein | Preuß. Meilenstein u. Preuß. Viertelmeilenstein | Lütticher Straße Karte                                       | | 1836                 |                  |                  |
| Bunker                                          | Bunker                                          | Lütticher Straße (südl. Entenpfuhl) Karte                    | Teil des Westwalls im Rahmen des Aachen-Saar-Programms; Sonderkonstruktion des Kampfbunkers Regelbautyp SK/6a Nr. 153 mit 2 m Wandstärke Maschinengewehrbunker mit einer 6-Schartenkuppel, die nicht mehr vorhanden ist. Der Bunker enthält neben dem Vorraum und den beiden Gasschleusen einen Bereitschaftsraum, einen Munitionsraum, einen Vorratsraum und eine Flankierungsanlage. Das Maschinengewehr war in der über dem Munitionsraum eingelassenen Panzerkuppel eingebaut. Die Verschlüsse stammen nicht aus der Bauzeit der Anlage, sondern sind neueren Datums.                                            | 1938                 |                  |                  |
| Bunker                                          | Bunker                                          | Lütticher Straße (östl. der Lütticher Straße) Karte          | Teil des Westwalls im Rahmen des Aachen-Saar-Programms. | 1938                 |                  |                  |
| Bunker                                          | Bunker                                          | Lütticher Straße (östl. der Lütticher Straße Bildchen) Karte | Teil des Westwalls im Rahmen des Aachen-Saar-Programms. PAK-Bunker. Im Südostteil hinter Panzerschartenplatte eingebautes Panzerabwehrgeschütz, neben dem Pak-Raum Mannschaftsraum mit fünf Betten, vor dem Pak-Raum Munitionslagerung. Der Raum zur Verteidigung der pak-Einfahrt und des Mannschaftseinganges liegt vor dem Mannschaftsraum, daran anschließend eine Gasschleuse; einziger freistehender Bunker, der vom äußeren her im Originalzustand erhalten ist. | 1938                 |                  |                  |
| weitere Bilder                                  | Buschtunnel                                     | Lütticher Straße Karte                                       | Teil der Bahnstrecke Liège–Aachen; 691 m langer und bis 2007 ältester noch befahrener Eisenbahntunnel Deutschlands | 1838–1843            |                  |                  |
| Wohnsiedlung Panneschopp                        | Wohnsiedlung Panneschopp                        | Lützowstraße 1–33 Karte                                      | Siedlungsbau für Fabrikarbeiter und belgisches Militärpersonal | Weimarer Zeit        |                  |                  |
| Wohnsiedlung Panneschopp                        | Wohnsiedlung Panneschopp                        | Lützowstraße 2–28 Karte                                      | Siedlungsbau für Fabrikarbeiter und belgisches Militärpersonal | Weimarer Zeit        |                  |                  |
| „Gut Knipp“                                     | „Gut Knipp“                                     | Luerweg 61, 63 Karte                                         | Zweigeschossiges dreiachsiges Doppelhaus in Bruchstein (Nr. 61) und Backstein (Nr. 63); Türsturz (Nr. 61) mit Jahreszahl 1867 | 1867                 |                  |                  |
| „Gut Ries“                                      | „Gut Ries“                                      | Luerweg 65 Karte                                             | Zweigeschossiges BruchsteinhausGewände im Erdgeschoss aus Blaus- und backstein, im Obergeschoss mit Holzblockrahmen; Giebelseite mit Blech verkleidet | 1784                 |                  |                  |
| „Gut Kaper“                                     | „Gut Kaper“                                     | Luerweg 68 Karte                                             | Zweigeschossiges Bruchsteinhaus, Türgewände in Blaustein mit darüber eingebauter Figurennische, rechts Stallanbau in Bruchstein, später vergrößert und mit Backsteingewände ergänzt | 1. Hälfte 18. Jh.    |                  |                  |
| „Eismühle“                                      | „Eismühle“                                      | Luxemburger Ring 1 Karte                                     | Teil einer ehemaligen Wassermühle | 18. Jh.              |                  |                  |